# Alfredo Catalani

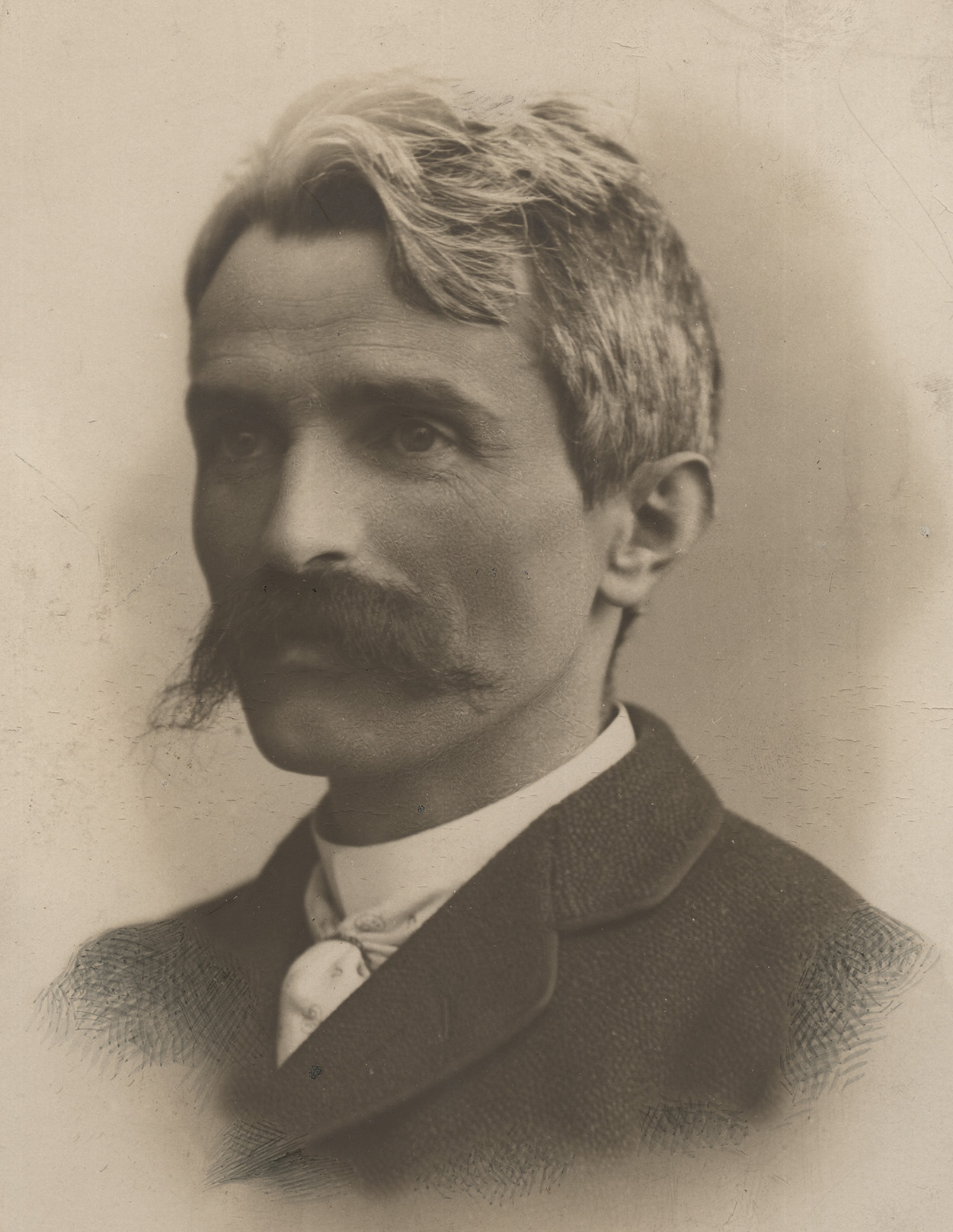
Alfredo Catalani

Alfredo Catalani (Lucca, 19 juni 1854 - Milaan, 7 augustus 1893) was een Italiaans operacomponist.

## Biografie
Catalani was afkomstig uit een familie van musici en begon zijn studie in Lucca. Een van zijn leermeesters aldaar was Fortunato Magi, een oom van Giacomo Puccini. Voor verdere studie ging hij eerst naar Parijs en later naar Milaan, waar hij zijn studie aan het Conservatorio "Giuseppe Verdi" (Milaan) afrondde bij Antonio Bazzini.
Hij werd lid van de literaire vereniging Scapigliature in Milaan. Als eindexamenwerk voor het conservatorium componeerde hij de eenakter La Falce (1875). Deze had meteen succes, waardoor hij naam kreeg en financieel onafhankelijk werd.
In 1886 volgde hij Amilcare Ponchielli op als hoogleraar compositie aan het Conservatorio "Giuseppe Verdi" (Milaan) van Milaan.
Catalani was bevriend met Arturo Toscanini en geldt als de vertegenwoordiger van het postverisme en de Italiaanse neoromantiek. Tevens was hij een bewonderaar van de vernieuwende stijl van Richard Wagner, evenals zijn tijdgenoten Arrigo Boito en Franco Faccio.
Hij stierf op het hoogtepunt van zijn carrière, 39 jaar oud.

## Operawerken
- La Falce (De sikkel) (1875)
- Elda (1880)
- Dejanice (1883)
- Edmea (1886)
- Loreley (1890), een bewerking van de geflopte opera Elda uit 1880
- La Wally (1892)

- Bibsys: 3033656
- Biblioteca Nacional de España: XX883801
- Bibliothèque nationale de France: cb13892269t (data)
- CiNii: DA04901254
- Gemeinsame Normdatei: 119255936
- International Standard Name Identifier: 0000 0000 8156 9485
- Library of Congress Control Number: n83031911
- Nationale Bibliotheek van Letland: 000037628
- MusicBrainz: eaac4e33-da89-4859-9201-c9e70bad086f
- Bibliotheek van het Japanse parlement: 00987937
- Nationale Bibliotheek van Tsjechië: xx0016093
- Nationale Bibliotheek van Israël: 987007284366605171
- Nationale Bibliotheek van Polen: a0000001216920
- Nederlandse Thesaurus van Auteursnamen: 074385232
- Istituto Centrale per il Catalogo Unico: CFIV103135
- SNAC: w6ws95kx
- Système universitaire de documentation: 137568711
- Virtual International Authority File: 76499691
- WorldCat: E39PBJpjbvMJRxwJBBv7tybw4q